# FC Tokyo 2012
Questa voce raccoglie le informazioni riguardanti il FC Tokyo nelle competizioni ufficiali della stagione 2012.

## Divise e sponsor
Le maglie, prodotte dall'Adidas, recano lo sponsor Tokyo Gas e, sulla parte anteriore, Lifeval.
| Manica sinistra · Manica sinistra · Maglietta · Maglietta · Manica destra · Manica destra · Pantaloncini · Pantaloncini · Calzettoni · Calzettoni | Manica sinistra · Manica sinistra · Maglietta · Maglietta · Manica destra · Manica destra · Pantaloncini · Pantaloncini · Calzettoni · Calzettoni | Manica sinistra · Manica sinistra · Maglietta · Maglietta · Manica destra · Manica destra · Pantaloncini · Pantaloncini · Calzettoni · Calzettoni | Manica sinistra · Manica sinistra · Maglietta · Maglietta · Manica destra · Manica destra · Pantaloncini · Pantaloncini · Calzettoni · Calzettoni |

## Rosa
| N. |                     | Ruolo | Calciatore           |
| -- | ------------------- | ----- | -------------------- |
| 1  | Giappone (bandiera) | P     | Hitoshi Shiota       |
| 2  | Giappone (bandiera) | D     | Yūhei Tokunaga       |
| 3  | Giappone (bandiera) | D     | Masato Morishige     |
| 4  | Giappone (bandiera) | D     | Hideto Takahashi     |
| 5  | Giappone (bandiera) | D     | Kenichi Kaga         |
| 6  | Giappone (bandiera) | D     | Kōsuke Ōta           |
| 7  | Giappone (bandiera) | C     | Takuji Yonemoto      |
| 8  | Giappone (bandiera) | C     | Aria Jasuru Hasegawa |
| 10 | Giappone (bandiera) | C     | Yōhei Kajiyama       |
| 11 | Giappone (bandiera) | A     | Kazuma Watanabe      |
| 13 | Giappone (bandiera) | A     | Sōta Hirayama        |
| 14 | Giappone (bandiera) | C     | Hokuto Nakamura      |
| 15 | Giappone (bandiera) | D     | Daishi Hiramatsu     |
| 16 | Giappone (bandiera) | D     | Yūichi Maruyama      |
| 17 | Giappone (bandiera) | C     | Hiroki Kawano        |
| 18 | Giappone (bandiera) | C     | Naohiro Ishikawa     |
| 19 | Giappone (bandiera) | C     | Yōhei Ōtake          |

| N. |                          | Ruolo | Calciatore         |
| -- | ------------------------ | ----- | ------------------ |
| 20 | Giappone (bandiera)      | P     | Shūichi Gonda      |
| 21 | Giappone (bandiera)      | P     | Ryotaro Hironaga   |
| 22 | Giappone (bandiera)      | C     | Naotake Hanyū      |
| 23 | Giappone (bandiera)      | A     | Yohei Hayashi      |
| 24 | Giappone (bandiera)      | A     | Kentarō Shigematsu |
| 27 | Giappone (bandiera)      | C     | Sōtan Tanabe       |
| 28 | Giappone (bandiera)      | C     | Shuto Kono         |
| 29 | Giappone (bandiera)      | D     | Kazunori Yoshimoto |
| 30 | Corea del Sud (bandiera) | D     | Jang Hyun-Soo      |
| 31 | Giappone (bandiera)      | P     | Satoshi Tokizawa   |
| 32 | Serbia (bandiera)        | C     | Nemanja Vučićević  |
| 33 | Giappone (bandiera)      | D     | Kenta Mukuhara     |
| 35 | Giappone (bandiera)      | C     | Kohei Shimoda      |
| 37 | Giappone (bandiera)      | C     | Kento Hashimoto    |
| 39 | Giappone (bandiera)      | C     | Tatsuya Yazawa     |
| 49 | Brasile (bandiera)       | A     | Lucas Severino     |

## Statistiche

### Statistiche di squadra
| Competizione           | Punti | Totale | Totale | Totale | Totale | Totale | Totale | DR |
| Competizione           | Punti | G      | V      | N      | P      | Gf     | Gs     | DR |
| ---------------------- | ----- | ------ | ------ | ------ | ------ | ------ | ------ | -- |
| J. League Division 1   | 48    | 34     | 14     | 6      | 14     | 47     | 44     | +3 |
| Coppa Yamazaki Nabisco | -     | 4      | 2      | 1      | 1      | 6      | 6      | 0  |
| Coppa dell'Imperatore  | -     | 1      | 0      | 0      | 1      | 0      | 1      | -1 |
| AFC Champions League   | -     | 6      | 3      | 2      | 2      | 12     | 7      | +5 |
| Totale                 |       | 45     | 19     | 7      | 18     | 65     | 58     | +7 |